# Mezilaurus navalium
Espèce
Synonymes
- Endiandra navalium (Allem.) Benth.[1]
- Mezia navalium (Allem.) Kuntze[1]
- Silvaea navalium (Allemão) Meisn.[1]
- Silvia navalium Allem.[1]

Statut de conservation UICN

 VU A1ac : Vulnérable
Mezilaurus navalium est une espèce de plantes à fleurs de la famille des Lauraceae endémique du Brésil.

## Publication originale
- Arbeiten aus dem Königl. Botanischen Garten zu Breslau 1: 112. 1892.